# Fernando Ortiz Monasterio
Fernando Ortiz Monasterio (Ciudad de México; 23 de julio de 1923-Ciudad de México, 31 de octubre de 2012) fue un cirujano plástico mexicano, considerado el Padre de la cirugía plástica en México. Fue el primer cirujano fetal del mundo al corregir el labio paladar hendido en un feto.

## Biografía
Hijo de un ingeniero, en 1946 se graduó como médico cirujano en la UNAM. Luego realizó el posgrado en Cirugía General en el Hospital General de México y fue ahí donde comenzó su fascinación por la cirugía plástica. Tras concluir una beca en  la Universidad de Texas, en Galveston, Estados Unidos, regresó a la Ciudad de México y fundó el Departamento de Cirugía Plástica y Reconstructiva del Hospital General.
El doctor Ortiz Monasterio fue pionero en Latinoamérica en aplicar la cirugía cráneo-facial, e impulsar la investigación y especialización en corrección de deformaciones congénitas.
Es considerado precursor de los programas de cirugías extramuros para brindar atención a comunidades de escasos recursos. Fue autor de diversas publicaciones científicas entre ellas siete libros de su autoría. Recibió además diversos reconocimientos y condecoraciones a nivel nacional e internacionales, entre ellos, el Premio Universidad Nacional en el área de 'Ciencias Naturales' de la UNAM, el Premio Elías Sourasky en Desarrollo Institucional en Salud por la Fundación Mexicana para la Salud en 1997 y el Premio Mérito Médico en 2002. En 1999 reunió a todos los especialistas necesarios e inauguró la primera clínica multidisciplinaria  en México para el tratamiento de fisuras.

## Resumen curricular
- Egresado de la Escuela de Medicina de la Universidad Nacional Autónoma de México UNAM.
- Adiestramiento de Postgrado en Cirugía General en el Hospital General de México, S.S.A. 1946-1952
- Residencia en Cirugía Plástica y Reconstructiva en la University of Texas, Medical Branch, Galveston, Tx. 1952-1954.
- Jefe del Servicio de Cirugía Plástica y Reconstructiva en el Hospital General de México. 1957-1977.
- Director general del Hospital General “Manuel Gea González”. 1977-1984.
- Profesor del Curso de Postgrado de Cirugía Plástica y Reconstructiva, División de Postgrado, Escuela de Medicina, Universidad Nacional Autónoma de México.
- Profesor Emérito, Facultad de Medicina, Universidad Nacional Autónoma de México.
- Investigador Nivel 3 del Sistema Nacional de Investigadores.
- Doctor honoris causa: Universidad de San Simón, Bolivia
- Universidad de la República del Uruguay. Montevideo, Uruguay.
- Universidad de Toulouse, Francia.
- Profesor Honoris Causa, Universidad Nacional Autónoma de México
- Profesor Honoris Causa, Escuela de Medicina, Universidad de Buenos Aires, Argentina.
- Profesor Honoris Causa, Universidad Nacional de Córdoba, Argentina.